# Bielawa Owls
I Bielawa Owls sono una squadra di football americano di Bielawa, in Polonia; fondati nel 2007, partecipano alla PFL9.
Hanno vinto un titolo di secondo livello, tre titoli giovanili a 8 giocatori in PLFA, un titolo a 9 giocatori e un titolo giovanile a 9 giocatori in LFA e un titolo a 9 giocatori in PFL.

## Dettaglio stagioni

### Tornei nazionali

#### Campionato

##### PLFA I (primo livello)
| Stagione | regular season | regular season | regular season | regular season | regular season | regular season | playoff | playoff | playoff | playoff | playoff | playoff   | playoff    |
|          | Vin            | Par            | Per            | Tot            | PF             | PS             | Vin     | Per     | Tot     | PF      | PS      | risultato | avversaria |
| -------- | -------------- | -------------- | -------------- | -------------- | -------------- | -------------- | ------- | ------- | ------- | ------- | ------- | --------- | ---------- |
| 2011     | 3              | 0              | 6              | 9              | 105            | 248            | -       | -       | -       | -       | -       | -         | -          |
| Totale   | 3              | 0              | 6              | 9              | 105            | 248            | -       | -       | -       | -       | -       |           |            |

Fonti: Enciclopedia del Football - A cura di Roberto Mezzetti

##### PLFA II (secondo livello)/PLFA I (secondo livello)/LFA2
| Stagione | regular season | regular season | regular season | regular season | regular season | regular season | playoff | playoff | playoff | playoff | playoff | playoff   | playoff              |
|          | Vin            | Par            | Per            | Tot            | PF             | PS             | Vin     | Per     | Tot     | PF      | PS      | risultato | avversaria           |
| -------- | -------------- | -------------- | -------------- | -------------- | -------------- | -------------- | ------- | ------- | ------- | ------- | ------- | --------- | -------------------- |
| 2008     | 2              | 0              | 4              | 6              | 100            | 173            | -       | -       | -       | -       | -       | -         | -                    |
| 2009     | 4              | 0              | 2              | 6              | 133            | 86             | -       | -       | -       | -       | -       | -         | -                    |
| 2010     | 6              | 0              | 0              | 6              | 301            | 36             | 2       | 0       | 2       | 62      | 26      | Campioni  | Lowlanders Białystok |
| 2012     | 3              | 0              | 3              | 6              | 110            | 88             | -       | -       | -       | -       | -       | -         | -                    |
| 2013     | 0              | 0              | 6              | 6              | 32             | 173            | -       | -       | -       | -       | -       | -         | -                    |
| 2014     | 0              | 0              | 8              | 8              | 72             | 199            | -       | -       | -       | -       | -       | -         | -                    |
| 2018     | 2              | 0              | 4              | 6              | 134            | 165            | -       | -       | -       | -       | -       | -         | -                    |
| Totale   | 17             | 0              | 27             | 44             | 882            | 912            | 2       | 0       | 2       | 62      | 26      |           |                      |

Fonti: Enciclopedia del Football - A cura di Roberto Mezzetti

##### PLFA II (terzo livello)
| Stagione | regular season | regular season | regular season | regular season | regular season | regular season | playoff | playoff | playoff | playoff | playoff | playoff          | playoff        |
|          | Vin            | Par            | Per            | Tot            | PF             | PS             | Vin     | Per     | Tot     | PF      | PS      | risultato        | avversaria     |
| -------- | -------------- | -------------- | -------------- | -------------- | -------------- | -------------- | ------- | ------- | ------- | ------- | ------- | ---------------- | -------------- |
| 2017     | 3              | 0              | 3              | 6              | 151            | 136            | 0       | 1       | 1       | 28      | 36      | Quarti di finale | Silvers Olkusz |
| Totale   | 3              | 0              | 3              | 6              | 151            | 136            | 0       | 1       | 1       | 28      | 36      |                  |                |

Fonti: Enciclopedia del Football - A cura di Roberto Mezzetti

##### LFA9 (campionato ufficiale)/PFL9
| Stagione | regular season | regular season | regular season | regular season | regular season | regular season | playoff | playoff | playoff | playoff | playoff | playoff    | playoff         |
|          | Vin            | Par            | Per            | Tot            | PF             | PS             | Vin     | Per     | Tot     | PF      | PS      | risultato  | avversaria      |
| -------- | -------------- | -------------- | -------------- | -------------- | -------------- | -------------- | ------- | ------- | ------- | ------- | ------- | ---------- | --------------- |
| 2020     | 3              | 0              | 3              | 6              | 167            | 93             | 1       | 1       | 2       | 35      | 40      | Semifinale | Armia Poznań    |
| 2021     | 4              | 0              | 0              | 4              | 145            | 43             | 3       | 0       | 3       | 95      | 28      | Campioni   | Armada Szczecin |
| Totale   | 7              | 0              | 3              | 10             | 312            | 136            | 4       | 1       | 5       | 130     | 68      |            |                 |

Fonti: Enciclopedia del Football - A cura di Roberto Mezzetti

##### LFA9 (torneo non ufficiale)
Questi tornei non sono considerati ufficiali in quanto organizzati da una federazione "rivale" rispetto a quella ufficialmente riconosciuta dagli organismi nazionali e internazionali.
| Stagione | regular season | regular season | regular season | regular season | regular season | regular season | playoff | playoff | playoff | playoff | playoff | playoff   | playoff       |
|          | Vin            | Par            | Per            | Tot            | PF             | PS             | Vin     | Per     | Tot     | PF      | PS      | risultato | avversaria    |
| -------- | -------------- | -------------- | -------------- | -------------- | -------------- | -------------- | ------- | ------- | ------- | ------- | ------- | --------- | ------------- |
| 2019     | 4              | 0              | 0              | 4              | 147            | 14             | 2       | 0       | 2       | 42      | 8       | Campioni  | Warsaw Mets B |
| Totale   | 4              | 0              | 0              | 4              | 147            | 14             | 2       | 0       | 2       | 42      | 8       |           |               |

Fonti: Enciclopedia del Football - A cura di Roberto Mezzetti

##### PLFA 8
| Stagione | regular season | regular season | regular season | regular season | regular season | regular season | playoff | playoff | playoff | playoff | playoff | playoff     | playoff            |
|          | Vin            | Par            | Per            | Tot            | PF             | PS             | Vin     | Per     | Tot     | PF      | PS      | risultato   | avversaria         |
| -------- | -------------- | -------------- | -------------- | -------------- | -------------- | -------------- | ------- | ------- | ------- | ------- | ------- | ----------- | ------------------ |
| 2016     | 4              | 0              | 0              | 4              | 135            | 0              | 3       | 1       | 1       | 83      | 8       | Terzo posto | Husaria Szczecin B |
| Totale   | 4              | 0              | 0              | 4              | 135            | 0              | 3       | 1       | 1       | 83      | 8       |             |                    |

Fonti: Enciclopedia del Football - A cura di Roberto Mezzetti

#### Campionati giovanili

##### JLFA
| Stagione | regular season | regular season | regular season | regular season | regular season | regular season | playoff | playoff | playoff | playoff | playoff | playoff   | playoff          |
|          | Vin            | Par            | Per            | Tot            | PF             | PS             | Vin     | Per     | Tot     | PF      | PS      | risultato | avversaria       |
| -------- | -------------- | -------------- | -------------- | -------------- | -------------- | -------------- | ------- | ------- | ------- | ------- | ------- | --------- | ---------------- |
| 2018     | 4              | 0              | 0              | 4              | 190            | 6              | 2       | 0       | 2       | 76      | 8       | Campioni  | Panthers Wrocław |
| Totale   | 4              | 0              | 0              | 4              | 190            | 6              | 2       | 0       | 2       | 76      | 8       |           |                  |

Fonti: Enciclopedia del Football - A cura di Roberto Mezzetti

##### PLFAJ/PLFA J-8
| Stagione | regular season | regular season | regular season | regular season | regular season | regular season | playoff | playoff | playoff | playoff | playoff | playoff     | playoff          |
|          | Vin            | Par            | Per            | Tot            | PF             | PS             | Vin     | Per     | Tot     | PF      | PS      | risultato   | avversaria       |
| -------- | -------------- | -------------- | -------------- | -------------- | -------------- | -------------- | ------- | ------- | ------- | ------- | ------- | ----------- | ---------------- |
| 2012     | -              | -              | -              | -              | -              | -              | 1       | 1       | 2       | 32      | 28      | Finale      | Warsaw Eagles    |
| 2013     | 4              | 0              | 0              | 4              | 118            | 20             | 3       | 0       | 3       | 90      | 6       | Campioni    | Warsaw Eagles    |
| 2014     | 2              | 0              | 2              | 4              | 64             | 71             | 3       | 1       | 2       | 37      | 41      | Sesto posto | Angels Toruń     |
| 2015     | 2              | 0              | 2              | 4              | 86             | 48             | 2       | 1       | 3       | 64      | 18      | Finale      | Panthers Wrocław |
| 2016     | 3              | 0              | 1              | 4              | 82             | 56             | 3       | 1       | 4       | 62      | 38      | Campioni    | Warsaw Eagles    |
| 2017     | 4              | 0              | 0              | 4              | 131            | 6              | 4       | 0       | 4       | 131     | 28      | Campioni    | Mustangs Płock   |
| Totale   | 15             | 0              | 5              | 20             | 481            | 201            | 16      | 4       | 20      | 416     | 159     |             |                  |

Fonti: Enciclopedia del Football - A cura di Roberto Mezzetti

### Riepilogo fasi finali disputate
| Anno              | Luogo     | Evento   | Fase del torneo      | Incontro                            | Risultato |
| 25 settembre 2010 | Bielawa   | PLFA II  | Finale               | Bielawa Owls - Lowlanders Białystok | 27 - 12   |
| 2 settembre 2012  | Bielawa   | PLFAJ    | Finale               | Bielawa Owls - Warsaw Eagles        | 6 - 8     |
| 29 settembre 2013 | Bielawa   | PLFAJ    | Finale               | Bielawa Owls - Warsaw Eagles        | 24 - 0    |
| 12 ottobre 2014   | Breslavia | PLFAJ    | Finale 5º - 6º posto | Angels Toruń - Bielawa Owls         | 20 - 8    |
| 21 giugno 2015    | Poznań    | PLFA J-8 | Finale               | Panthers Wrocław - Bielawa Owls     | 12 - 6    |
| 23 ottobre 2016   | Płock     | PLFA8    | Finale 3º - 4º posto | Bielawa Owls - Husaria Szczecin B   | 32 - 0    |
| 5 novembre 2016   | Poznań    | PLFA J-8 | Finale               | Bielawa Owls - Warsaw Eagles        | 19 - 8    |
| 1º luglio 2017    | Bielawa   | PLFA J-8 | Finale               | Bielawa Owls - Mustangs Płock       | 18 - 14   |
| 10 settembre 2017 | Olkusz    | PLFA II  | Quarti di finale     | Silvers Olkusz - Bielawa Owls       | 36 - 28   |
| 11 novembre 2018  | Breslavia | JLFA     | Finale               | Panthers Wrocław - Bielawa Owls     | 8 - 33    |
| 26 ottobre 2019   | Bielawa   | LFA9     | Finale               | Bielawa Owls - Warsaw Mets B        | 14 - 0    |
| 24 ottobre 2020   | Poznań    | LFA9     | Semifinale           | Armia Poznań - Bielawa Owls         | 28 - 7    |
| 13 novembre 2021  |           | PFL9     | Finale               | Bielawa Owls - Armada Szczecin      | 42 - 0    |

## Palmarès
- 1 PLFA II (secondo livello) (2010)
- 1 LFA9 (2019)
- 1 PFL9 (2021)
- 1 JLFA (2018)
- 3 PLFAJ/PLFA J-8 (2013, 2016, 2017)